# Пиньятелли д’Арагона Кортес, Андреа Фабрицио
Андреа Фабрицио Пиньятелли д’Арагона Каррильо де Мендоса-и-Кортес (итал. Andrea Fabrizio Pignatelli d'Aragona Carrillo de Mendoza y Cortès; 25 января 1640, Кастельветрано — 27 июля 1677, Жерона) — 7-й герцог ди Монтелеоне, гранд Испании 1-го класса.

## Биография
Сын Этторе IV Пиньятелли, 6-го герцога ди Монтелеоне, и Джованны Тальявии де Арагон Кортес, 6-й маркизы дель Валье де Оахака .
Великий камерлинг Неаполитанского королевства. Унаследовал от матери маркизат долины Оахаки в Новой Испании, доставшийся ей от потомков Эрнана Кортеса.
В 1675 году был пожалован в рыцари ордена Золотого руна. Погиб в бою с французами в Каталонии во время Голландской войны.

## Семья
Жена (1665): Антония Пиментель-и-Бенавидес (22.10.1646—1707), дочь Антонио Альфонсо Пиментеля де Киньонес-и-Эрреры, 11-го графа и 8-го герцога де Бенавенте, и Исабелы Франсиски де Бенавидес, 3-й маркизы де Хабалькинто. Вторым браком вышла за Хайме Франсиско Фернандеса де Ихара, 5-го герцога де Ихар (ум. 1700)
Дети:
- Анна Пиньятелли
- Джованна Пиньятелли Тальявия д’Арагона Кортес (6.11.1666—22.06.1723), 8-я герцогиня ди Монтелеоне, 7-я маркиза долины Оахаки. Муж (1679): Никколо Пиньятелли (1648—1730), маркиз ди Черкьяра
- Розалия Мария Пиньятелли (15.07.1672—10.09.1736). Муж: Иньиго Манрике де Лара-и-Рамирес де Арельяно, 3-й граф ди Фриджильяна (1673—1733)